# In My Feelings
In My Feelings è un singolo del rapper canadese Drake, pubblicato il 10 luglio 2018 come quinto estratto dal quinto album in studio Scorpion.

## Descrizione
In My Feelings è un brano hip hop con influenze della musica bounce, genere musicale sviluppatosi a New Orleans. Nella canzone Drake fa riferimenti alla sua amica di infanzia Keshia Chanté ("Kiki") a Jennifer Lopez ("Jenny"), e al duo musicale City Girls, Yung Miami ("Resha") e JT. Inoltre le City Girls hanno una piccola parte nella canzone in cui cantano. Sono presenti dei campionamenti di Lollipop del rapper Lil Wayne e dell'episodio Champagne Papi della serie televisiva Atlanta.

## Video musicale
Le riprese del video musicale si sono svolte a New Orleans con Karena Evans, regista di altri brani dell'artista come God's Plan, Nice for What e I'm Upset. Il video è stato pubblicato il 2 agosto su YouTube; la parte di "KeKe" è stata interpretata da La La Anthony. Nel video compare anche il comico Shiggy, che viene accreditato come creatore della In My Feelings Challenge, la quale viene eseguita durante il video da varie celebrità tra cui Will Smith, DJ Khaled, Steve Aoki e Millie Bobby Brown con Noah Schnapp.

## Classifiche

### Classifiche settimanali
| Classifica (2018) | Posizione massima |
| ----------------- | ----------------- |
| Argentina         | 58                |
| Australia         | 1                 |
| Austria           | 3                 |
| Belgio (Fiandre)  | 6                 |
| Belgio (Vallonia) | 12                |
| Canada            | 1                 |
| Colombia          | 9                 |
| Danimarca         | 1                 |
| Estonia           | 2                 |
| Finlandia         | 3                 |
| Francia           | 3                 |
| Germania          | 4                 |
| Grecia            | 1                 |
| Irlanda           | 2                 |
| Islanda           | 8                 |
| Italia            | 5                 |
| Lettonia          | 1                 |
| Libano            | 1                 |
| Lituania          | 19                |
| Malaysia          | 1                 |
| Messico           | 2                 |
| Norvegia          | 3                 |
| Nuova Zelanda     | 1                 |
| Paesi Bassi       | 2                 |
| Portogallo        | 1                 |
| Regno Unito       | 1                 |
| Repubblica Ceca   | 5                 |
| Romania           | 19                |
| Singapore         | 1                 |
| Slovacchia        | 1                 |
| Spagna            | 8                 |
| Stati Uniti       | 1                 |
| Svezia            | 1                 |
| Svizzera          | 2                 |
| Ungheria          | 2                 |

### Classifiche di fine anno
| Classifica (2018) | Posizione |
| ----------------- | --------- |
| Australia         | 16        |
| Austria           | 60        |
| Belgio (Fiandre)  | 60        |
| Brasile           | 106       |
| Canada            | 11        |
| Danimarca         | 35        |
| Estonia           | 27        |
| Francia           | 81        |
| Germania          | 58        |
| Irlanda           | 36        |
| Islanda           | 85        |
| Italia            | 52        |
| Nuova Zelanda     | 28        |
| Paesi Bassi       | 33        |
| Regno Unito       | 15        |
| Romania           | 93        |
| Spagna            | 98        |
| Stati Uniti       | 9         |
| Svezia            | 30        |
| Svizzera          | 48        |
| Ungheria          | 41        |
| Classifica (2019) | Posizione |
| Canada            | 69        |
| Portogallo        | 181       |

### Classifiche di fine decennio
| Classifica (2010-19) | Posizione |
| -------------------- | --------- |
| Stati Uniti          | 98        |